# Lopadotemahoselahogaleokranioleipsanodrimhipotrimatosilfiokarabomelitokatakehimenokihlepikosifofatoperisteralektrionoptekefaliokinklopelejolagojosirajobafetraganopterigon
Lopadotemahoselahogaleokranioleipsanodrimhipotrimatosilfiokarabomelitokatakehimenokihlepikosifofatoperisteralektrionoptekefaliokinklopelejolagojosirajobafetraganopterigon je vrsta jela koje se pominje u Aristofanovom delu Ženska skupština. To je najduža reč u grčkom jeziku, sa 175 slova i 78 slogova. Transliteracija ima 183 latinična slova. To je najduža reč koja se ikada pojavila u književnosti, prema Ginisovoj knjizi rekorda (1990). Reč bi se mogla prevesti kao „jelo sastavljeno od svih vrsta poslastica, ribe, mesa, živine i sosova”.